# Anne Keothavong
Anne Keothavong (née le 16 septembre 1983 à Hackney, Grand Londres) est une joueuse de tennis britannique professionnelle de 2001 à 2013.
Sa surface de prédilection est le dur. En 2009, lors du tournoi de Stanford, elle se rompt les ligaments antérieurs du genou gauche ainsi que le ménisque. Le 24 juillet 2013, elle annonce qu'elle arrête sa carrière professionnelle pour rejoindre BT Sport afin de commenter les tournois WTA. Elle est actuellement capitaine de l'équipe de Fed Cup de la Grande Bretagne.
Par ailleurs, son frère James est arbitre professionnel de tennis. 

## Palmarès

### Titre en double dames
Aucun

### Finale en double dames
| No | Date       | Nom et lieu du tournoi          | Catégorie | Dotation  | Surface    | Vainqueures                      | Partenaire       | Score    |          |
| -- | ---------- | ------------------------------- | --------- | --------- | ---------- | -------------------------------- | ---------------- | -------- | -------- |
| 1  | 25-02-2013 | Brasil Tennis Cup Florianópolis | Intern'l  | 235 000 $ | Dur (ext.) | Anabel Medina Yaroslava Shvedova | Valeria Savinykh | 6-0, 6-4 | Parcours |

## Parcours en Grand Chelem

### En simple dames
| Année | Open d'Australie                                      | Open d'Australie                                  | Internationaux de France | Internationaux de France | Wimbledon                                           | Wimbledon           | US Open         | US Open            |
| ----- | ----------------------------------------------------- | ------------------------------------------------- | ------------------------ | ------------------------ | --------------------------------------------------- | ------------------- | --------------- | ------------------ |
| 2000  | —                                                     | —                                                 | —                        | —                        | Q2 \|\| style="text-align:left" \| Yuka Yoshida     | —                   | —               |                    |
| 2001  | —                                                     | —                                                 | —                        | —                        | 1er tour (1/64)                                     | Janet Lee           | —               | —                  |
| 2002  | —                                                     | —                                                 | —                        | —                        | 1er tour (1/64)                                     | Virginie Razzano    | —               | —                  |
| 2003  | Q1 \|\| style="text-align:left" \| Sandra Klösel      | Q2 \|\| style="text-align:left" \| Wynne Prakusya | 1er tour (1/64)          | Katarina Srebotnik       | Q3 \|\| style="text-align:left" \| Maureen Drake    |                     |                 |                    |
| 2004  | Q1 \|\| style="text-align:left" \| Stephanie Gehrlein | Q1 \|\| style="text-align:left" \| Květa Peschke  | 2e tour (1/32)           | Maria Sharapova          | —                                                   | —                   |                 |                    |
| 2005  | —                                                     | —                                                 | —                        | —                        | 1er tour (1/64)                                     | Mariana Díaz        | —               | —                  |
| 2006  | Q2 \|\| style="text-align:left" \| Vania King         | Q1 \|\| style="text-align:left" \| Lucie Hradecká | 1er tour (1/64)          | Karolina Šprem           | Q1 \|\| style="text-align:left" \| Youlia Fedossova |                     |                 |                    |
| 2007  | Q2 \|\| style="text-align:left" \| Alizé Cornet       | Q2 \|\| style="text-align:left" \| Yuan Meng      | 1er tour (1/64)          | Jelena Janković          | Q3 \|\| style="text-align:left" \| Petra Cetkovská  |                     |                 |                    |
| 2008  | Q2 \|\| style="text-align:left" \| Monica Niculescu   | Q1 \|\| style="text-align:left" \| Zhang Shuai    | 2e tour (1/32)           | Venus Williams           | 3e tour (1/16)                                      | Elena Dementieva    |                 |                    |
| 2009  | 1er tour (1/64)                                       | Anna Chakvetadze                                  | 1er tour (1/64)          | Dinara Safina            | 1er tour (1/64)                                     | Patricia Mayr       | —               | —                  |
| 2010  | —                                                     | —                                                 | 1er tour (1/64)          | Flavia Pennetta          | 1er tour (1/64)                                     | Anastasia Rodionova | 1er tour (1/64) | Chan Yung-jan      |
| 2011  | 2e tour (1/32)                                        | Andrea Petkovic                                   | 1er tour (1/64)          | Vesna Dolonc             | 2e tour (1/32)                                      | Petra Kvitová       | 1er tour (1/64) | Chanelle Scheepers |
| 2012  | 1er tour (1/64)                                       | Mona Barthel                                      | 1er tour (1/64)          | Melinda Czink            | 2e tour (1/32)                                      | Sara Errani         | 1er tour (1/64) | Angelique Kerber   |
| 2013  | Q1 \|\| style="text-align:left" \| Grace Min          | Q1 \|\| style="text-align:left" \| Eva Birnerová  | 1er tour (1/64)          | Garbiñe Muguruza         | —                                                   | —                   |                 |                    |

À droite du résultat, l’ultime adversaire.

### En double dames
| Année | Open d'Australie             | Open d'Australie           | Internationaux de France   | Internationaux de France    | Wimbledon                          | Wimbledon                  | US Open                        | US Open                    |
| ----- | ---------------------------- | -------------------------- | -------------------------- | --------------------------- | ---------------------------------- | -------------------------- | ------------------------------ | -------------------------- |
| 2002  | -                            | -                          | -                          | -                           | 1er tour (1/32) R. Viollet         | Nicole Arendt Liezel Huber | -                              | -                          |
| 2003  | -                            | -                          | -                          | -                           | 1er tour (1/32) Amanda Janes       | Tina Križan K. Srebotnik   | -                              | -                          |
| 2004  | -                            | -                          | -                          | -                           | 1er tour (1/32) Hannah Collin      | J. Lehnhoff B. Mattek      | -                              | -                          |
| 2005  | -                            | -                          | -                          | -                           | 1er tour (1/32) Amanda Janes       | B. Stewart Sam Stosur      | -                              | -                          |
| 2006  | -                            | -                          | -                          | -                           | 1er tour (1/32) Amanda Janes       | C. Gullickson B. Stewart   | -                              | -                          |
| 2007  | -                            | -                          | -                          | -                           | 1er tour (1/32) Claire Curran      | S. Williams V. Williams    | -                              | -                          |
| 2008  | -                            | -                          | -                          | -                           | 2e tour (1/16) Melanie South (en)  | Amanmuradova Darya Kustova | 1er tour (1/32) Pavlyuchenkova | L. Šafářová M. Santangelo  |
| 2009  | 2e tour (1/16) Mervana Jugić | M. Kirilenko F. Pennetta   | 1er tour (1/32) K. Barrois | A.-L. Grönefeld P. Schnyder | 1er tour (1/32) Sarah Borwell      | Sam Stosur Rennae Stubbs   | -                              | -                          |
| 2010  | -                            | -                          | -                          | -                           | 1er tour (1/32) Melanie South (en) | Sania Mirza C. Wozniacki   | 1er tour (1/32) A. Sevastova   | T. Bacsinszky T. Garbin    |
| 2011  | -                            | -                          | -                          | -                           | 1er tour (1/32) Laura Robson       | O. Govortsova Kudryavtseva | -                              | -                          |
| 2012  | 1er tour (1/32) Mona Barthel | Petra Martić K. Mladenovic | 1er tour (1/32) A. Cadanțu | Simona Halep A. Wozniak     | 1er tour (1/32) E. Baltacha        | I.-C. Begu M. Niculescu    | 1er tour (1/32) A. Tatishvili  | M. Kirilenko Nadia Petrova |
| 2013  | -                            | -                          | -                          | -                           | 1er tour (1/32) Johanna Konta      | Sara Errani Roberta Vinci  | -                              | -                          |

sous le résultat, la partenaire ; à droite, l’ultime équipe adverse.

### En double mixte
| Année | Open d'Australie | Open d'Australie | Internationaux de France | Internationaux de France | Wimbledon                     | Wimbledon                   | US Open | US Open |
| ----- | ---------------- | ---------------- | ------------------------ | ------------------------ | ----------------------------- | --------------------------- | ------- | ------- |
| 2003  | -                | -                | -                        | -                        | 1er tour (1/32) Arvind Parmar | Paola Suárez M. Bhupathi    | -       | -       |
| 2004  | -                | -                | -                        | -                        | 1er tour (1/32) D. Sherwood   | Meilen Tu O. Rochus         | -       | -       |
| 2007  | -                | -                | -                        | -                        | 1er tour (1/32) Jamie Delgado | S. Beltrame F. Santoro      | -       | -       |
| 2008  | -                | -                | -                        | -                        | 2e tour (1/16) Ross Hutchins  | Chan Yung-jan Julian Knowle | -       | -       |
| 2009  | -                | -                | -                        | -                        | 1er tour (1/32) Ross Hutchins | A. Kleybanova Bruno Soares  | -       | -       |
| 2010  | -                | -                | -                        | -                        | 1er tour (1/32) Ross Hutchins | A. Dulgheru David Marrero   | -       | -       |
| 2011  | -                | -                | -                        | -                        | 1er tour (1/32) Jon. Marray   | A. Brianti Andreas Seppi    | -       | -       |
| 2012  | -                | -                | -                        | -                        | 1er tour (1/32) Jon. Marray   | Kudryavtseva Paul Hanley    | -       | -       |

Sous le résultat, le partenaire ; à droite, l’ultime équipe adverse.

## Parcours en «Premier Mandatory» et «Premier 5»
Découlant d'une réforme du circuit WTA inaugurée en 2009, les tournois WTA « Premier Mandatory » et « Premier 5 » constituent les catégories d'épreuves les plus prestigieuses, après les quatre levées du Grand Chelem.

### En simple dames
| Année |              | Premier Mandatory              | Premier Mandatory           | Premier Mandatory          | Premier Mandatory |       | Premier 5 | Premier 5                   | Premier 5                 | Premier 5 | Premier 5 | Premier 5 | Premier 5 |
| Année | Indian Wells | Miami                          | Madrid                      | Pékin                      |                   | Dubaï | Rome      | Canada                      | Cincinnati                |           | Tokyo     |           |           |
| Année | Indian Wells | Miami                          | Madrid                      | Pékin                      |                   | Doha  | Rome      | Canada                      | Cincinnati                |           | Wuhan     |           |           |
| Année | Indian Wells | Miami                          | Madrid                      | Pékin                      |                   |       | Rome      | Canada                      | Cincinnati                |           |           |           |           |
| 2009  |              | 1er tour (1/64) O. Govortsova  | 1er tour (1/64) L. Šafářová | 2e tour (1/16) L. Šafářová |                   |       |           |                             | 1er tour (1/32) C. Suárez |           |           |           |           |
| 2010  |              | 1er tour (1/64) A. Chakvetadze | 1er tour (1/64) T. Paszek   |                            |                   |       |           |                             |                           |           |           |           |           |
| 2012  |              | 1er tour (1/64) T. Bacsinszky  |                             |                            |                   |       |           | 2e tour (1/16) A. Radwańska |                           |           |           |           |           |

Sous le résultat, l’ultime adversaire.

### En double dames
| 2010 |   |   |   |   |   |   |   |   |   |                                                                                         |   |                                                                                 |   |   |   |   |   |   |  |  |
| —    | — | — | — | — | — | — | — | — | — |                                                                                         |   | 2e tour (1/8) A. Petkovic \|\| style="text-align:left;" \| G. Dulko F. Pennetta | — | — | — | — | — | — |  |  |
| 2012 |   |   |   |   |   |   |   |   |   |                                                                                         |   |                                                                                 |   |   |   |   |   |   |  |  |
| —    | — | — | — | — | — | — | — |   |   | 1er tour (1/16) S. Cîrstea \|\| style="text-align:left;" \| A. Medina A. Pavlyuchenkova | — | —                                                                               | — | — | — | — | — | — |  |  |

N.B. : le nom de la partenaire se trouve sous le résultat ; le nom des ultimes adversaires se trouve à droite.

## Parcours aux Jeux olympiques

### En simple dames
| # | Date       | Nom de l'olympiade             | Surface      | Résultat        | Ultime adversaire  | Score         |          |
| - | ---------- | ------------------------------ | ------------ | --------------- | ------------------ | ------------- | -------- |
| 1 | 28/07/2012 | Olympic Tennis Event Wimbledon | Gazon (ext.) | 1er tour (1/32) | Caroline Wozniacki | 4-6, 6-3, 6-2 | Parcours |

### En double dames
| # | Date       | Nom de l'olympiade             | Surface      | Résultat        | Partenaire     | Ultimes adversaires              | Score    |          |
| - | ---------- | ------------------------------ | ------------ | --------------- | -------------- | -------------------------------- | -------- | -------- |
| 1 | 28/07/2012 | Olympic Tennis Event Wimbledon | Gazon (ext.) | 1er tour (1/16) | Elena Baltacha | Julia Görges Anna-Lena Grönefeld | 6-3, 6-1 | Parcours |

## Parcours en Fed Cup
| #                                                                        | Date       | Lieu         | Surface      | Gagnante(s)                   | Perdante(s)                  | Score          |          |
|                                                                          |            |              |              |                               |                              |                |          |
| 2012 - Barrage (groupe mondial II) - Suède - Grande-Bretagne - 4 : 1     |            |              |              |                               |                              |                |          |
| 1                                                                        | 21/04/2012 | Borås        | Dur (int.)   | Sofia Arvidsson               | Anne Keothavong              | 6-1, 6-4       | Parcours |
| 1                                                                        | 21/04/2012 | Borås        | Dur (int.)   | Johanna Larsson               | Anne Keothavong              | 7-66, 3-6, 6-4 | Parcours |
|                                                                          |            |              |              |                               |                              |                |          |
| 2013 - Barrage (groupe mondial II) - Argentine - Grande-Bretagne - 3 : 1 |            |              |              |                               |                              |                |          |
| 2                                                                        | 20/04/2013 | Buenos Aires | Terre (ext.) | Anne Keothavong Johanna Konta | Mailen Auroux María Irigoyen | Non joué       | Parcours |

## Classements WTA en fin de saison

### En simple
| Année | 1999 | 2000 | 2001 | 2002 | 2003 | 2004 | 2005 | 2006 | 2007 | 2008 | 2009 | 2010 | 2011 | 2012 |
| Rang  | 702  | 377  | 268  | 233  | 177  | 175  | 239  | 168  | 122  | 61   | 100  | 123  | 73   | 137  |

source : (en) « Classements de Anne Keothavong », sur le site officiel du WTA Tour

### En double
| Année | 1999 | 2000 | 2001 | 2002 | 2003 | 2004 | 2005 | 2006 | 2007 | 2008 | 2009 | 2010 | 2011 | 2012 |
| Rang  | 603  | 603  | 534  | 430  | 507  | 664  | 253  | 362  | 256  | 158  | 151  | 115  | 146  | 153  |

source : (en) « Classements de Anne Keothavong », sur le site officiel du WTA Tour